# Totenmahlrelief

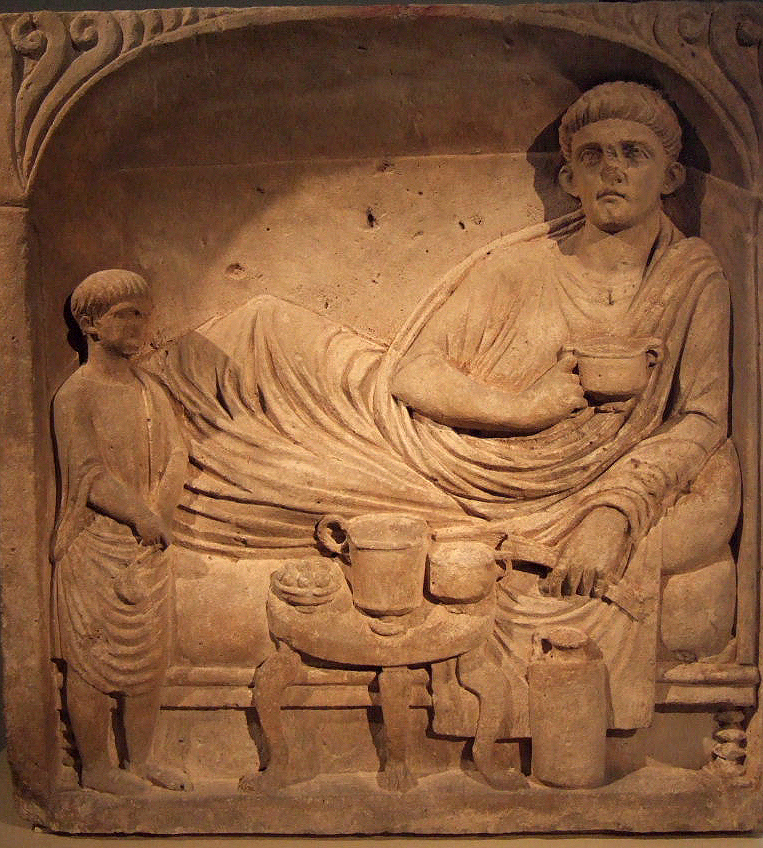
Totenmahlrelief auf einem Grabstein aus Bonn

Ein Totenmahlrelief ist eine Verzierungsform antiker Grabsteine.
Beim Totenmahlrelief wird der Verstorbene allein oder im Kreis seiner Familie dargestellt. Der Tote liegt dabei auf dem Speisesofa, der Kline (vgl. auch Triclinium). Sofern er römischer Bürger war, ist er in eine Toga gekleidet. Vor dem Speisesofa steht ein mit Nahrungsmitteln gedeckter Tisch. Seine Ehefrau (falls vorhanden) sitzt auf einem Sessel. Meist ist wenigstens ein Sklave mit dargestellt, der an der geringeren Größe (Bedeutungsgröße), der Kleidung (Tunika) und der Tatsache, dass er seinen Herren bedient, zu erkennen ist. Totenmahlreliefs kommen in der römischen Kunst meist auf Soldatengrabsteinen vor.